# Цинк
| 30      | Цинк |
| Zn65,38 |      |
| 3d104s2 |      |

Цинк (химический символ — Zn, от лат. Zincum) — химический элемент 12-й группы (по устаревшей классификации — побочной подгруппы второй группы, IIB) четвертого периода периодической системы химических элементов Д. И. Менделеева с атомным номером 30.
Цинк представляет собой голубовато-белый переходный металл, покрывающийся на воздухе оксидом цинка.
Металл был известен еще с древности, так как использовался при производстве латуни. Впервые был открыт в Индии в XIII веке, а затем переоткрыт в Европе в 1726-м году.
Цинк — типичный амфотерный металл, реагирующий и с кислотами, и с щелочами.

## История
История цинка начинается еще в древности: его соединения применялись для лечения ран и изготовления латуни более 2500 лет назад. Несмотря на широкое использование цинковых руд в производстве сплавов, сам металл долго оставался неизвестным. Уже в античности цинковые соединения, такие как кадмий, упоминались в трудах римских авторов, но металл воспринимался как разновидность руды.
Самым известным цинковым минералом был галмей, или каламин (ZnCO3). При прокаливании карбоната получался оксид, который имел довольно широкое применение, например, при лечении болезней, связанных с глазами. Хотя сам оксид легко восстанавливается до металла углем, получить чистый цинк удалось намного позже, чем были получены такие металлы, как медь, железо, олово и свинец, потому что для этой манипуляции требуется довольно высокие температуры (около 1100 °С). 
В XIII веке в Индии был впервые получен металлический цинк путем восстановления каламина с помощью органических веществ. В Европе металлический цинк был повторно открыт Андреасом Маргграфом в 1746 году.
Первые эксперименты по горячему цинкованию стали были проведены Полем-Жаком Малуэном в 1742 году, который погружал металлические пластины в расплавленный цинк, получая устойчивое к коррозии покрытие. В 1802 году Карл Фридрих Бушендорф предложил технологию предварительного травления железных листов в хлориде аммония, что значительно повысило качество цинкового покрытия. В отличие от олова, цинк обеспечивает не только барьерную, но и активную гальваническую защиту железа при повреждении покрытия.
Понимание механизмов электрохимической защиты развивалось в XVIII–XIX веках: Луиджи Гальвани и Алессандро Вольта выявили зависимость между разнородными металлами и электрическими процессами. Их открытия привели к созданию шкалы стандартных электродных потенциалов, которая объясняла, почему цинк может «жертвовать собой», защищая железо. Сэр Хамфри Дэви и Майкл Фарадей подтвердили это явление и ввели концепцию катодной защиты.
Промышленное производство цинка было налажено в Европе XVII в. Металлургия цинка была разработана в 1721 г. немецким сталлургом И. Генкелем. В 1743 г. в Бристоле был открыт первый завод для получения цинка.

## Происхождение названия
Исконно славянское образование слова «цинк» сомнительно. Название ввел в русский язык Ломоносов, который произвел его от нем. Zink. В свою очередь, это слово возможно родственно нем. Zinke — «штырь», «острие». Считается, что впервые его использовал Парацельс, подметив аналогию с тем, какую форму имеют кристаллы цинка после выплавки.
По другой версии, нем. Zinc (первое употребление в современном значении зафиксировано в 1651 году) произошло от нем. Zinn — «олово». Последнее слово было заимствовано славянским языком и было расширено слав. суффиксом k, а затем перешло в немецкий язык (отсюда фр. Zinc).

## Изотопы
Цинк имеет пять стабильных природных изотопов: 64Zn (в природе 48,6 %), 66Zn (27,9 %), 67Zn (4,1 %), 68Zn (18,8 %) и 70Zn (0,6 %).

## Физические свойства
Цинк — голубовато-белый металл. На воздухе цинк тускнеет, покрываясь тонким слоем оксида. При комнатной температуре влажный воздух (особенно в присутствии сернистого или углекислого газа) разрушает цинк. Цинк хрупок на холоде; при 100—150 °С довольно пластичен: при этой температуре он легко прокатывается в фольгу и листы очень маленькой толщины (сотые доли миллиметра). При 250 °С становится снова хрупким. Вследствие удлинения вдоль оси шестого порядка, не обладает совершеной гексагональной упаковкой. Кристаллическая решетка цинка схожа с бериллием и магнием. Имеет относительно низкую температуру кипения и очень легко плавится (благодаря последнему, принадлежит к числу наиболее легко летучих летучих металлов). Цинк диамагнитен и обладает хорошей электропроводностью. 

## Химические свойства
Химические свойства цинка и кадмия довольно схожи, пока свойства ртути несколько отличаются.

### Взаимодействие со сложными веществами
Цинк пассивируется в воде, но реагирует с парами воды при высоких температурах. Металл проявляет амфотерные свойства, поэтому может быть переведен в раствор под действием водных растворов щелочей (c образованием солей — цинкатов):
{\displaystyle {\ce {Zn + 2NaOH + 2H2O -> {Na2}[Zn(OH)4] + H2 ^}}}
При взаимодействии с азотной кислотой в зависимости от ее концентрации цинк образует различные продукты — NH4NO3, NO или NO2, а при взаимодействии с концентрированной серной кислотой, в зависимости от условий, — H2S или SO2.
В отличие от алюминия, тоже проявляющего амфотерные свойства, растворяется в аммиачном растворе:
{\displaystyle {\ce {Zn + 4NH3 + 4H2O -> [Zn(NH3)4](OH)2 + H2 ^ + 2H2O}}}
В сильнощелочной среде цинк является очень сильным восстановителем: 
{\displaystyle {\ce {4Zn + NaNO3 + 7NaOH + 6H2O -> 4Na2[Zn(OH)4] + NH3}}}
{\displaystyle {\ce {3Zn + NaNO2 + 5NaOH + 5H2O -> 3Na2[Zn(OH)4] + NH3}}}
Цинк обладает сравнительно высокой реакционной способностью. Реагирует с кислотами-неокислителями (например, 20%-м раствором серной кислоты) в аппарате Киппа, на чем основывается лабораторный способ получения водорода: 
{\displaystyle {\ce {Zn + H2SO4 -> ZnSO4 + H2 ^}}}
При нагревании реагирует с хлористым тионилом, образуя оксид серы(II):
{\displaystyle {\ce {Zn + SOCl2 -> ZnCl2 + SO}}}

### Взаимодействие с простыми веществами
Цинк реагирует с кислородом, образуя белое кристаллическое вещество, оксид цинка:
{\displaystyle {\ce {2Zn + O2 -> 2ZnO}}}
С галогенами не реагирует на холоде, но реакция идет при наличии паров воды с образованием галогенидов. Взаимодействует с серой (реакция протекает энергично при нагревании) и с фосфором с образованием фосфидов Zn3P2 и ZnP2. Так как цинк не реагирует ни с водородом, ни с азотом, гидрид цинка ZnH2 и нитрид цинка Zn3N2 получают косвенным путем. 
Цинк, кадмий и ртуть легко образуют сплавы как друг с другом, так и с другими металлами. Данные соединения называются интерметаллидами. Например, медь и цинк образуют соединения CuZn, CuZn3, Cu2Zn3.

## Получение

### Производство в мире
Цинк занимает четвертое место в мире среди всех металлов по количеству производимых тонн. В 2023 году общий объем производства цинка в мире составил около 12,3 млн тонн. Цинк добывается в 50-ти странах. Ведущими производителями цинка являются: Канада, Россия, Австралия, Перу, США и Китай. Среди популярных месторождений можно назвать шахты Пайн-Пойнт, Кидд и Red Dog. 
| Весь мир         | 12000 | 13000 | 13000 | 12000 | 12000 |
| США              | 670   | 740   | 770   | 750   | 750   |
| Австралия        | 1400  | 1300  | 1300  | 1100  | 1100  |
| Боливия          | 330   | 490   | 520   | 490   | 510   |
| Канада           | 280   | 260   | 250   | —     | —     |
| Китай            | 4200  | 4200  | 4200  | 4000  | 4000  |
| Индия            | 720   | 810   | 830   | 860   | 860   |
| Казахстан        | 300   | 220   | 200   | 330   | 370   |
| Мексика          | 600   | 720   | 740   | 690   | 700   |
| Перу             | 1200  | 1600  | 1400  | 1400  | 1300  |
| Россия           | 260   | 280   | 280   | 310   | 310   |
| ЮАР              | —     | —     | —     | 230   | 120   |
| Швеция           | 220   | 230   | 240   | 220   | 240   |
| Остальные страны | 2000  | 2000  | 2000  | 1800  | 1700  |

Около 34 % мирового производства цинка приходится на переработанный или вторичный цинк.

### Способ производства
Для получения концентрата из оксидных руд цинка (в которых обычно находятся примеси карбоната кальция, магния и диоксида кремния) используют флотационный или гравитационный метод. После этого, для переработки полученного концентрата используется либо гидрометаллургический способ, либо пирометаллургический. Последний маршрут не подходит для переработки оксидной руды низкого сорта из-за загрязнения окружающей среды, больших капиталовложений и значительных энергозатрат. 
Также цинк добывают из полиметаллических руд, содержащих цинк в виде сульфида, а также медь, свинец, серебро и другие металлы. Руду (например, сфалерит) сначала обжигают, получая оксид цинка:
{\displaystyle {\ce {2ZnS + 3O2 -> 2ZnO + 2SO2 ^}}}
Для получения самого металла используют два метода: дисстиляцию и выщелачивание серной кислотой с последующим электролизом (с использованием алюминиевого катода и свинцового анода). При дистиляции обожженный оксид смешивают с избытком углерода или углеродистых материалов (в печи при 1300 °C):
{\displaystyle {\ce {ZnO + C -> Zn + CO}}}
Цинк в виде паров конденсируется и собирается в сосудах, соединенных с ретортой.

## Применение
Цинк применяется во многих областях производства: от металлических изделий до резины и лекарств. 
В сплаве с другими металлами является хорошим проводником электричества. Цинк-бромидные, цинк-никелевые элементы питания являются новейшими типами батарей. Более половины потребляемого цинка идет на гальванизацию — процесс нанесения цинка тонким слоем на изделия железа и стали с целью защиты их от ржавчины. 
Цинк используют как добавку в сплавы, в первую очередь в сплавы меди, и как основу для цинковых сплавов, а также как типографский металл.
Существуют два метода оцинкования (гальванизации): горячее и электролитическое. Горячее оцинкование применяется для стального проката, образуя несколько слоёв с разным соотношением цинка и железа, что повышает коррозионные свойства. Производится путём погружения изделий в ванны с расплавленным цинком. Электролитическое оцинкование позволяет контролировать толщину покрытия и качество поверхности, однако такое покрытие менее прочное, чем нанесённое методом горячей оцинковки.
Окись цинка используется в производстве шин, резинотехнической продукции, пигментов и керамической глазури. Цинковые покрытия применяются в автомобильной, судостроительной и строительной промышленности. Хлорид цинка используется в лужении и в качестве флюса, а сульфат — в текстильной и химической промышленности. Сульфид цинка (один из немногих сульфидов, имеющих белый цвет) обладает способностью люминесцировать, эта способность широко используется в науке и технике (люминесцентный анализ). Фосфид цинка находится в составе препаратов для борьбы с грызунами.
Для получения и очистки РЗЭ, титана, галлия и других металлов, а также для получения сплавов с помощью амальгам применяются методы амальгамной металлургии. Извлечение металлов цементацией амальгамой цинка из растворов можно описать следующей схемой: 
Zn0 (в Hg) +  Men+ (р) {\displaystyle {\ce {->}}} Me0 (в Hg) + Zn2+ (р)

## Нахождение в природе

Сфалерит

Геохимически цинк похож на железо, медь и кадмий. Цинк является самым распространенным элементом 12-й группы. Широко распространен в природе, преимущественно в форме сульфидов. По распространенности цинк приближен (7,6⋅10-3 %) к другим металлам — рубидию и меди, при этом, в основных изверженных породах его больше (1,3⋅10-2 %), чем в кислых (6⋅10-3 %). Его основными рудами являются сфалерит (и вюртцит) ZnS; ганит, ZnAl2O4; каламин; смитсонит, ZnCO3; франклинит, (Zn, Mn) Fe2O4; и цинкит, ZnO. Содержание в земной коре составляет около 70 мг/кг, а средняя концентрация в морской воде - около 10 мкг/л. 
| Минерал     | Формула             | Макс. содержание полезного компонента, % | Твердость по Моосу |
| ----------- | ------------------- | ---------------------------------------- | ------------------ |
| Сфалерит    | ZnS                 | Zn 67,1                                  | 3—4                |
| Вюрцит      | ZnS                 | Zn 67,1                                  | 3,5—4              |
| Цинкит      | ZnO                 | Zn 80,3                                  | 4—4,5              |
| Смитсонит   | ZnCO3               | Zn 52,0                                  | 5                  |
| Гидроцинкит | Zn5(CO3)2(OH)6      | Zn 59,5                                  | —                  |
| Каламин     | Zn4[Si2O7](OH)2⋅H2O | ZnO 67,5                                 | 4,5—5              |
| Виллемит    | Zn2[SiO4]           | ZnO 73,0                                 | 5—5,5              |

В недрах Российской Федерации заключено 60,7 млн тонн цинка (9 % мировых запасов).

## Биологическая роль
Цинк – микроэлемент, играющий одну из важнейших функций в организме человека — обмен веществ. В теле содержится около 2—3 г цинка. Наиболее высокую концентрацию цинка отмечают в простате. 
Цинк играет структурную или функциональную роль в более чем 300 различных белках (он функционирует как кофактор в специфических белках, катализируя реакции электронного обмена, связывая субстраты и стабилизируя структуру белков). Цинк имеет тенденцию к прочному связыванию с ферментным белком. Ионы Zn2+ необходимы для функционирования карбоангидразы, термолизина, дипептидаз, щелочной фосфатазы, РНК- и ДНК-полимераз, некоторых альдолаз, алкогольдегидрогеназ и супероксиддисмутазы. Известно, что цинк связывается с гексамерами инсулина. У многих плотоядных и человека отражающий слой за сетчаткой содержит кристаллы цинк-цистеинового комплекса. Также Zn2+ принимает активное участие в работе мозга.
Рекомендуемая диетическая норма цинка для взрослых составляет 8 мг/день для женщин и 11 мг/день для мужчин. Наиболее богатыми пищевыми источниками цинка являются мясо, рыба и морепродукты, в то время как фрукты и овощи содержат очень мало цинка.

### Дефицит цинка
Дефицит цинка широко распространен в мире. Он обусловливает патологические состояния и заболевания, причем более высокому риску дефицита и неблагоприятным последствиям от него подвержены младенцы, особенно недоношенные, и пожилые люди. 
К возможным проявлениям дефицита цинка относятся нарушение вкуса и обоняния, анорексия, алопеция, дерматит, начинающийся в носогубных складках и распространяющийся на мошонку, промежность и разгибательные поверхности локтей, нарушение заживления ран, гипогонадизм и сексуальная дисфункция, а также иммунодефицит, что достаточно сильно влияет на заболеваемость и смертность среди детей младшего возраста. Если беременная женщина не получает достаточно цинка, у ее детей может быть задержка роста.

## Токсичность
При вдыхании паров цинка появляется «металлическая лихорадка».
Цинк поступает в окружающую среду как из природных, так и из антропогенных источников, при этом наибольший вклад в загрязнение почвы вносит деятельность человека (горнодобыча, металлургия, использование продуктов, содержащих цинк); однако нахождение цинка в почве и воде в основном остается связанным с осадками и, как правило, не представляет значительного риска для здоровья при случайном проглатывании загрязнённой почвы.
Длительный прием элементарного цинка в дозах от 100 до 150 мг/день (при рекомендуемой верхней границе 40 мг/день) нарушает метаболизм меди и вызывает снижение уровня меди в крови, микроцитоз эритроцитов, нейтропению и ухудшение иммунитета. Прием больших доз (от 200 до 800 мг/день), обычно при употреблении кислой пищи или питья из покрытой цинком емкости, может вызвать анорексию, рвоту и диарею. Хроническая токсичность может привести к дефициту меди и вызвать повреждение нервов.